# Агартала
Агартала је град у Индији у држави Трипура. Према незваничним резултатима пописа 2011. у граду је живело 399.688 становника.

## Становништво
Према незваничним резултатима пописа, у граду је 2011. живело 399.688 становника.
| 1991.   | 2001.   | 2011.   |
| ------- | ------- | ------- |
| 157.358 | 189.998 | 399.688 |